# Stereofliege
Als Stereofliege bezeichnet man in der Orthoptik ein, speziell für präverbale Kinder geeignetes, Testbild zum Nachweis von räumlichem Sehen. Dieses Testbild ist Bestandteil des so genannten Titmus-Test, einem Prüfverfahren, mit dem das räumliche Sehen quantifiziert und dessen Qualität gemessen werden kann. Dabei zeigt man den Probanden mittels Polarisationsbrille ein  vergrößertes, querdisparates Abbild einer Fliege, das bei korrektem Erkennen dreidimensional wirkt. 
Als positiv kann man das Ergebnis werten, wenn die Probanden aufschrecken, da das Bild einen täuschend echten Eindruck hinterlässt, oder wenn sie versuchen, die Flügel der Fliege zu berühren. Die Tiefenauflösung ihres räumlichen Sehens (Stereopsis) beträgt dann mindestens 3600 Bogensekunden. Der Nachweis einer normalen Netzhautkorrespondenz ist damit jedoch noch nicht erbracht. Auch ist mit einem positiven Ergebnis ein Schielen in keiner Weise ausgeschlossen.